# 皖南行政区
皖南行政区或称皖南行署区、皖南区，是中华人民共和国建国前后存在的省級行政區，前後存在3年多。
1949年2月，渡江战役前夕，中共中央鉴于皖南没有“解放”的现实，决定暂不成立中共安徽省委，以长江为界，分设皖北区党委、皖南区党委，各自领导党政军工作。4月，中国人民解放军取得渡江战役胜利，迅速占领安徽。4月30日，占领绩溪县。至此，中共政权占领皖南全境。於5月7日在徽州屯溪市（今黃山市屯溪區）設立皖南行政公署。同年7月，行署駐地遷往蕪湖市。1950年2月改屬華東軍政委員會。
1951年12月20日，根据华东军政委员会的决定，皖南人民行政公署駐地遷往合肥市，與皖北人民行政公署合署辦公。1952年1月2日，中共中央批准成立中共安徽省委，撤销皖北、皖南区党委。8月7日，中央人民政府批准撤销皖南、皖北人民行政公署，成立安徽省人民政府。安徽省由此成立，省會合肥市。

## 行政區劃
1949年皖南行署駐蕪湖市，直轄蕪湖市，下設蕪當、池州、宣城、徽州4專區。
1950年撤銷蕪當專區。
1951年行署駐地遷往合肥市，與皖北行署合署辦公。
1952年3月，撤銷池州專區，併入皖北行署的安慶專區；撤銷宣城專區，與皖北巢湖專區合併新設蕪湖專區。8月7日，撤銷皖南人民行政公署。